# بيتسي ستيفنسون
بيتسي ستيفنسون (بالإنجليزية: Betsey Stevenson)‏ (و. القرن 20  م) هي عالمة اقتصاد، وأستاذة جامعية من الولايات المتحدة الأمريكية .

## التعليم
تعلمت في جامعة هارفارد.

## مناصب وهيئات
أدارت جامعة ميشيغان.